# Give 'Em Enough Rope
Give 'Em Enough Rope je druhé album punkrockové skupiny The Clash vydané 10. listopadu 1978 vydavatelstvím CBS Records a produkované Sandy Pearlmanem. Jako singly na Vánoce 1978 vyšly skladby „Tommy Gun” a „English Civil War”. Samostatně dosáhly pozic #19 a #25.

## Ohlasy
Deska dosáhla 2. místa v žebříčku UK chart. Časopisy Rolling Stone a Time bylo album zvoleno albem roku 1978. Q magazine ho zařadil mezi "100 nejlepších punkových alb".

## Seznam skladeb
Všechny písně napsali Joe Strummer and Mick Jones (vyjma uvedených). Všechny hlavní zpěvy nazpíval Joe Strummer vyjma písně "Stay Free" nazpívané Mickem Jonesem.

### Strana jedna
1. "Safe European Home" – 3:50
2. "English Civil War" – 2:35
3. "Tommy Gun" – 3:17
4. "Julie's Been Working for the Drug Squad" – 3:03
5. "Last Gang in Town" – 5:14

### Strana dva
1. "Guns on the Roof" (Strummer, Jones, Paul Simonon, Topper Headon) – 3:15
2. "Drug-Stabbing Time" – 3:43
3. "Stay Free" – 3:40
4. "Cheapskates" – 3:25
5. "All the Young Punks (New Boots and Contracts)" – 4:55

## Sestava
- Joe Strummer - zpěv, doprovodná kytara
- Mick Jones - kytara, zpěv
- Paul Simonon - baskytara
- Topper Headon – bicí
- Sandy Pearlman - produkční